# 新兴郡 (刘宋)
新兴郡，中国南北朝时设置的郡。
南朝宋末年改晋昌郡置新兴郡，属梁州。治所在吉阳县（今湖北竹溪县西南五十里）。辖境相当今湖北省竹溪县和陕西省平利县东部地。南齐沿置，南梁（一说北周）废新兴郡。